# Liste der Naturdenkmale in Assamstadt
| Naturdenkmale | Anzahl |
| ------------- | ------ |
| FND           | 2      |
| END           | 1      |
| Gesamt        | 3      |

Die Liste der Naturdenkmale in Assamstadt nennt die verordneten Naturdenkmale (ND) der im baden-württembergischen Main-Tauber-Kreis liegenden Gemeinde Assamstadt. Zu Assamstadt gehören außer der Wohn- und Industriegemeinde Assamstadt keine weiteren Ortschaften.
In Assamstadt gibt es insgesamt drei als Naturdenkmal geschützte Objekte, davon zwei flächenhafte Naturdenkmale (FND) und ein Einzelgebilde-Naturdenkmal (END).
Stand: 31. Oktober 2016.

## Flächenhafte Naturdenkmale (FND)
| Name                                                                           | Bild | Kennung     | Einzelheiten | Position | Fläche Hektar | Datum         |
| ------------------------------------------------------------------------------ | ---- | ----------- | --- | -------- | ------------- | ------------- |
| Doline (langgestr.,vermutl.eingebr.unterird.W-Lauf) im Gewann Stöckig Abt. I/2 |      | 81280060002 | Assamstadt Bei dieser Doline (auch als Senke bezeichnet) im Assamstädter Gewann Stöckig handelt es sich um einen langgestreckten, vermutlich eingebrochenen unterirdischen Wasserlauf. Die Doline wurde am 21. Dezember 1981 als flächenhaftes Naturdenkmal ausgewiesen. Es handelt sich zugleich um das geschützte Geotop "Doline NNW Assamstadt", auch als "Doline N von Assamstadt" bezeichnet | ⊙        | 0,7           | 21. Dez. 1981 |
| Feuchtbiotop mit kleinem Tümpel im Gewann Ober dem Dorf                        |      | 81280060003 | Assamstadt Das Feuchtbiotop mit kleinem Tümpel im Gewann Ober dem Dorf wurde am 3. Oktober 1992 als flächenhaftes Naturdenkmal ausgewiesen und in der Folge unter dem Einsatz des damaligen Bürgermeister Hermann Hügel renaturiert. | ⊙        | 0,5           | 10. März 1992 |
| Legende für Naturdenkmal                                                       |      |             | |          |               |               |

## Einzelgebilde-Naturdenkmale (END)
| Name                               | Bild | Kennung     | Einzelheiten | Position | Fläche Hektar | Datum         |
| ---------------------------------- | ---- | ----------- | --- | -------- | ------------- | ------------- |
| 1 Eiche im Gewann Stöckig Abt. I/5 |      | 81280060001 | Assamstadt Die Eiche wurde am 21. Dezember 1981 als Einzelgebilde-Naturdenkmal ausgewiesen und durch ein Hinweisschild auch als „Forstwart-Stauch-Eiche“ bezeichnet. Makarius Stauch (1801–1856) wird als erster Forstwart bzw. Waldhüter im Ortssippenbuch von Assamstadt erwähnt. Auf ihn folgten zwei weitere Personen mit dem Namen Stauch als Forstwirte: Johannes Josef Stauch und dessen Vater Richard, die beide jedoch nicht direkt mit Makarius Stauch verwandt waren. | ⊙        | 0,0           | 21. Dez. 1981 |
| Legende für Naturdenkmal           |      |             | |          |               |               |